# Judengasse 7 (Nördlingen)

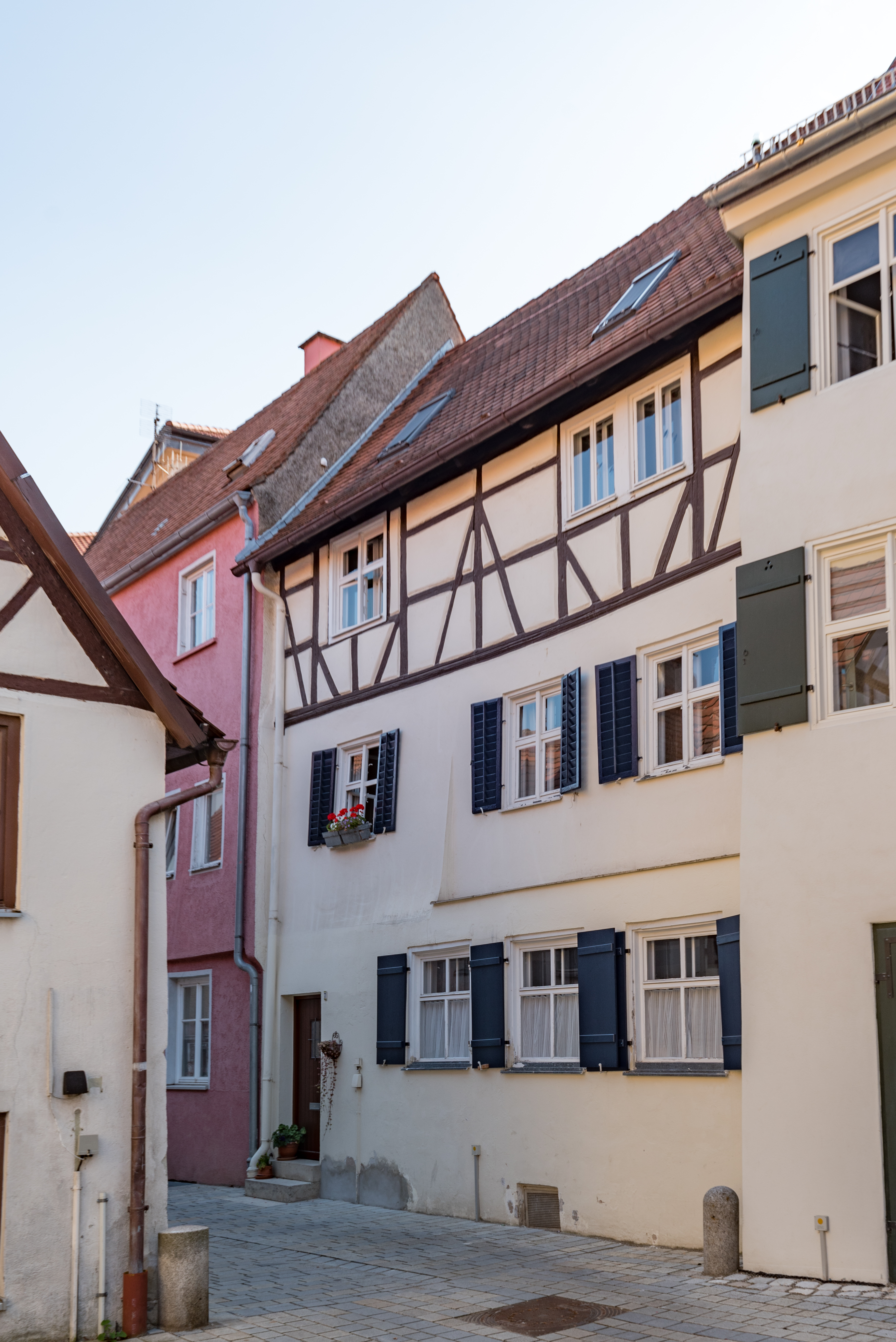
Gebäude Judengasse 7 in Nördlingen

Das Gebäude Judengasse 7 in Nördlingen, einer Stadt im schwäbischen Landkreis Donau-Ries in Bayern, wurde im frühen 18. Jahrhundert errichtet. Das Fachwerkhaus in der Judengasse ist ein geschütztes Baudenkmal.
Das Anwesen war bis 1507, dem Jahr der Vertreibung der jüdischen Einwohner, ein Teil der spätmittelalterlichen Judensiedlung. Welche Gebäude bis zum Neubau im 18. Jahrhundert hier standen, ist nicht bekannt.
Der dreigeschossige traufständige Satteldachbau mit Fachwerkobergeschoss hat ein massives Sockelgeschoss, das wohl aus spätmittelalterlicher Zeit stammt.